# Niżnia Białowodzka Przełączka
Niżnia Białowodzka Przełączka (słow. Nižná Bielovodská štrbina, ok. 1810 m) – przełączka we wschodniej grani masywu Młynarza (dokładnie Wielkiego Młynarza) w słowackich Tatrach Wysokich. Siodło Niżniej Białowodzkiej Przełączki oddziela Nawiesistą Turnię na wschodzie od Przeziorowej Turni na zachodzie. 
Jest to najszersza przełęcz w całej wschodniej grani Młynarza. Jest trawiasta. Na północny wschód opada z niej stromy żleb będący orograficznie lewą odnogą Młynarczykowego Żlebu. Obydwie odnogi łączą się z sobą około 150 m poniżej grani. Ku południowemu zachodowi z przełączki, oraz z dolnej części Nawiesistej Turni opada niezbyt strome, trawiaste zbocze.
Pierwszego wejścia turystycznego na Niżnią Białowodzką Przełączkę dokonali (przy przejściu granią) Jan Humpola i Mieczysław Świerz 14 lipca 1924 roku. Od 1930 r. taternicy schodzą przełączką po wspinaczce z Nawiesistej Turni, Przeziorowej Turni, a także Młynarczyka. Drogi zejściowe prowadzą częściowo przez Białowodzki Żleb, częściowo ścianą Nawiesistej Turni. Najłatwiejsze wejście na przełączkę prowadzi Młynarczykowym Żlebem (II w skali tatrzańskiej, 1 godz.). 